# Terje Krokstad
Terje Krokstad, född 1 oktober 1956, är en före detta skidskytt från Snillfjord kommun, Sør-Trøndelag fylke i Norge.
Hans bästa internationella resultat är en bronsmedalj på 20 km under VM i skidskytte 1982 i Minsk, Sovjetunionen.